# Fillmore East – June 1971
Fillmore East – June 1971 live album je Frank Zappe i grupe The Mothers of Invention koji je izašao u lipnju 1971.

Ovaj live album Zappe i The Mothersa nije bio dobro prihvaćen i pretrpio je niz loši kritika.

Zappa je napisa sve pjesme osim Happy Together koju potpisuju Gary Bonner i Alan Gordon.

## Popis pjesama
1. "Little House I Used to Live In" – 4:41
2. "The Mud Shark" – 5:22
3. "What Kind of Girl Do You Think We Are?" – 4:17
4. "Bwana Dik" – 2:21
5. "Latex Solar Beef" – 2:38
6. "Willie the Pimp, Pt. 1" – 4:03
7. "Willie the Pimp, Pt. 2" – 1:54
8. "Do You Like My New Car?" – 7:08
9. "Happy Together" – 2:57
10. "Lonesome Electric Turkey" – 2:32
11. "Peaches en Regalia" – 3:22
12. "Tears Began to Fall" – 2:45

## Popis izvođača
- Frank Zappa – gitara, vokal, dijalozi
- Aynsley Dunbar – bubnjevi
- Bob Harris – klavijature, vokal
- Howard Kaylan – vokal, dijalozi
- Jim Pons – bas-gitara, vokal, dijalozi
- Don Preston – sintisajzer
- Ian Underwood – klavijature, vokal, šumovi
- Mark Volman – vokal, dijalozi

## Produkcija
- Producent: Frank Zappa
- Projekcija: Barry Keene
- Mix: Toby Foster
- Mastering: Toby Foster
- Digitalni remastering: Bob Stone
- Dizajn omota: Cal Schenkel
- Slika: Cal Schenkel
- Pakiranje: Ferenc Dobronyi

## Vanjske poveznice
- Lyrics and information